# Countdown (série télévisée)
Pour les articles homonymes, voir Countdown.
Countdown ou In Extremis au Québec (Countdown - Die Jagd beginnt) est une série télévisée allemande en 24 épisodes de 52 minutes, créée par Susanne Wagner et diffusée entre le 14 janvier 2010 et le 2 mars 2012 sur RTL Television.
En France, la série est diffusée depuis le 23 janvier 2011 sur TF1 et au Québec depuis le 30 août 2011 sur Séries+. Elle reste inédite dans les autres pays francophones.
Il s'agit d'une adaptation de la série espagnole Compte à rebours (Cuenta atrás) diffusée en 2007-2008. Les personnages et le synopsis de chaque épisode sont exactement les mêmes que ceux de la série originale.

## Synopsis
Cette série parle d'une unité spéciale de la Police d'état qui enquête sur des crimes où le téléspectateur a généralement une longueur d'avance sur les enquêteurs via des flashbacks montrant le contexte du crime et les motivations des auteurs.

## Distribution

### Acteurs principaux
- Sebastian Ströbel (VF : Jean-François Cros) : Jan Brenner
- Chiara Schoras (de) (VF : Stéphanie Hédin) : Leonie Bongartz
- Oliver Stritzel (de) (VF : Philippe Valmont) : Dr Joachim Ritter
- Andreas Windhuis (de) : Klaus Frings
- Anne Diemer (de) : Eva Mayerhofer
- Philipp Baltus (de) : Mario Falck (saison 1)

### Autres acteurs
- Nina Bott (VF : Christèle Billault) : Katja Bennat
- Gesine Cukrowski (VF : Laurence Mongeaud) : Ariane Hesse
- Jonas Jägermeyr (de) (VF : Xavier Béja) : Frank Schuster
- Markus Knüfken (VF : Julien Chatelet) : Georg Glaser
- Christoph Letkowski (VF : Charles Germain) : Marco Hartmann
- Finja Martens (de) (VF : Sandrine Cohen) : Annemarie Helmstedt
- Henny Reents (de) (VF : Anne Tilloy) : Sara Schümann
- Janek Rieke (de) (VF : Philippe Siboulet) : Steffen Schümann
- Steffen Schroeder (de) (VF : Didier Cherbuy) : Stefan Ramelow
- Sophia Thomalla (VF : Natacha Muller) : Carmen Fiedler
- Maria Vogt (de) (VF : Elsa Bougerie) : Viola Bressler
- Milton Welsh (de) (VF : Jean Rieffel) : Andreas Heller

- Version française :
  - Société de doublage : Mediadub International
  - Directeur artistique : Stéphane Marais

 Source et légende : version française (VF) sur RS Doublage

## Épisodes

### Première saison (2010)
1. Mettre un terme… (Die Zeugin)
2. Le Sniper (Sniper)
3. Les Anciens élèves (Klassentreffen)
4. Comptes à zéro (Der Bäcker war es)
5. Le Secret de Lili (Lili)
6. Coûte que coûte (Ein Todesfall)
7. Le tueur aux trousses (Blutsbande)
8. Non assistance (Der Feuerteufel)

### Deuxième saison (2011)
1. Rupture interdite (Der Bruch)
2. À qui la faute (Vergeltung)
3. L'Ange de l'amour (Singles)
4. Vieux amis (Alte Freunde)
5. Le ver est dans la pomme (Wo die Liebe hinfällt)
6. Prête à tout (Aussage gegen Aussage)
7. L'Amour de ma vie (Entführt)
8. Les Clés de la vérité (Vom Himmel gefallen)

### Troisième saison (2012)
1. La Corde sensible (Rache)
2. Derrière l'évidence (Nutte Nummer 5)
3. Le Poids de la vérité (Suizid)
4. Amant double (Schulmädchen)
5. Affaires clandestines (Die Illegalen)
6. Nuit de folie (Der Tag Danach)
7. Liaison dangereuse (Die Polizistin)
8. Roméo et Juliette (Romeo und Julia)